# XTS-400
XTS-400 je v informatice název pro víceúrovňový a bezpečný operační systém vytvořený zbrojní firmou BAE Systems sídlící v Anglii. Vyznačuje se vysokým stupněm bezpečnosti a je určen pro uživatele kteří nechtějí, aby se jejich data dostala na veřejnost. Systém je víceuživatelský a víceúlohový, pracuje v počítačových sítích, podporuje gigabitový Ethernet a IPv4 i IPv6. Je kombinací hardwaru Intel x86 a operačního systému STOP (Secure Trusted Operating Program). XTS-400 byl vyvinut firmou BAE Systems a původně vydán jako verze 6.0 v prosinci 2003. STOP poskytuje vysokou záruku bezpečnosti a splňuje kritéria EAL5 nebo i vyšší. XTS-400 může hostit více uživatelů, sítí a může v něm probíhat více datových toků, vše na různých úrovních bezpečnosti

## Použití
XTS-400 může být použit jako desktop, server nebo jako brána do sítě. Na podporu stolního řešení obsahuje interaktivní prostředí, typické unixové nástroje, příkazový řádek a grafické uživatelské rozhraní (GUI). Podporuje více souběžných připojení k síti na různých úrovních citlivosti a může tak nahradit více jednoúrovňových stolních počítačů. Může sloužit jako stráž, popřípadě propojení, mezi dvěma sítěmi různých bezpečnostních charakteristik.

## Prostředí
XTS-400 nabízí jak obyčejné prostředí pro běžnou práci, tak vysoce důvěryhodné prostředí pro administrativní a privilegované aplikace. Obyčejné prostředí je podobné tradičnímu unixovému prostředí. Je binárně kompatibilní s Linuxem. Většina příkazů, nástrojů i linuxových aplikací zde pracuje bez nutnosti rekompilace. Grafické prostředí využívá X Window System, i když všechna okna na obrazovce musí mít stejnou bezpečnostní úroveň. Důvěryhodné prostředí vyžaduje ke správnému fungování, ještě vývojové prostředí SDE, aby mohl používat proprietární rozhraní API. Díky tomu jsou zde lepší bezpečnostní prvky, chránící důležité informace uživatelů.

## Architektura
STOP je monolitické jádro operačního systému (jako Linux), ale není založeno na stejných zdrojových kódech jako Unix nebo Linux. STOP je vícevrstvý, vysoce modulární a relativně malý i jednoduchý. STOP je vrstvený do čtyř „okruhů“ a každý okruh je dál rozdělen do vrstev. Tři vnitřní prstence tvoří jádro. Software ve vnějším (čtvrtém) okruhu má zakázáno manipulovat se softwarem v jádru. Nejvnitřnější a tedy nejprivilegovanější prstenec je bezpečnostním jádrem. V druhém okruhu se provádí operační systém služeb OSS. Systém je bezpečný natolik že v něm probíhají operace ohledně té nejcitlivější bezpečnostní politiky.

## Citlivost
U XTS-400 si uživatel musí dávat pozor, pokud mění citlivost zabezpečení kvůli přednastaveným ochranným prvkům, které jsou přísnější než u některých jiných operačních systémů. XTS-400 poskytuje 16 hierarchicky uspořádaných úrovní citlivosti. Je zde šedesát čtyři, non-hierarchických úrovní integrity řazených do šestnácti non-hierarchických kategorií. Ještě jsou zde navíc kategorie politiky, které ostatní operační systémy nemají. Speciálně chráněné jsou kategorie jako tajné, přísně tajné a nezařazené. Může to být však nakonfigurováno i pro komerční prostředí.

## Historie
XTS-400 procházel vývojem jako všechny operační systémy. Původně to byl XTS-200, navržený jako odnož Unixu. Roku 1992 nastoupil XTS-300. Ten skončil verzí 5.2 a byl nahrazen XTS-400, jehož vývoj započal v červnu 2000. Na trh byl uveden v prosinci 2003 jako verze 6.0. Patentové úřady v USA ukončili testování až 5. září 2006.

## Vývojová firma
BAE Systems je britská zbrojní firma zabývající se obranou, bezpečností a letectvím. Jejich sídlo je v Hampshire v Anglii. Jsou společností spojenou z mnoha menších a také vlastní několik dceřiných společností. Jsou třetím, největším světovým dodavatelem obrany. BAE se ale asi nejvíce zapojuje v letectví. Ať už do běžného přepravního nebo do vojenského obranného. V současné době se podílejí na několika velkých projektech, včetně výstavby dvou letadlových lodí. BAE je obrovská společnost a přesto jejich operační systém nepatří ve světě mezi ty známé.